# مينج نان
منغ نان (بالصينية: 孟 楠)(مواليد 12 يونيو 1982 في هيلونججيانج) مغنية وكاتبة أغاني صينية من غوانزو، جمهورية الصين الشعبية. منغ نان توقع حاليًا على مجموعة يونيفرسال الموسيقية وأصدرت مؤخرًا ألبومها الثاني. برزت منغ نان بعد أن أصدرت بشكل مستقل ألبومها الأول بعنوان "لدي فقط أنا" وبعد حصولها على جائزة أفضل فنانة جديدة في حفل توزيع جوائز الموسيقى الذي استضافه تلفزيون دونغ فانغ.